# Germans Pang
Danny Pang Phat i Oxide Pang Chun, coneguts col·lectivament com els germans Pang, són un duet de guionistes i directors de cinema. La parella són bessons, nascuts a Hong Kong el 1965. Entre les seves pel·lícules hi ha l'exitosa pel·lícula de terror asiàtica, The eye (L'ull), que ha donat lloc a dues seqüeles, així com una versió de Hollywood també titulada The Eye i una pel·lícula hindi anomenada Naina. A més de treballar a Hong Kong, la parella treballa sovint a la indústria cinematogràfica tailandesa, on van fer el seu debut com a director com a equip, Bangkok Dangerous.

## Primers anys
Els germans Pang van créixer a Ka Wai Chuen a Hung Hom quan eren joves i van estudiar al Kiangsu-Chekiang College (Shatin). El germà gran, Oxide, es va graduar al New Method College més tard.
Oxide, el més gran dels dos amb 15 minuts, va començar la seva carrera a Bangkok, als laboratoris de cinema de Kantana Group com a telecine colorista. Va fer la seva primera pel·lícula, el thriller kàrmic experimental, Who Is Running? , el 1997. Va ser la l'entrada de Tailàndia al Premi de Oscar a la Millor pel·lícula estrangera per als Premis Oscar el 1998.
Danny és molt conegut com a editor de pel·lícules i ha treballat en diverses pel·lícules de Hong Kong, com ara The Storm Riders i la sèrie Infernal Affairs.
Es van unir per primera vegada per escriure i dirigir la pel·lícula en tailandès, Bangkok Dangerous, l'any 1999. La pel·lícula va guanyar el premi FIPRESCI al Festival Internacional de Cinema de Toronto de 2000 i va ser nominada a millor pel·lícula i millor muntatge als Thailand National Film Association Awards.
Després van fer The eye (L'ull), que va obtenir el reconeixement de la crítica de Pangs. Van fer dues seqüeles, The Eye 2 i The Eye 10. Un remake estatunidenc de The Eye va ser produït per Tom Cruise i Paula Wagner i protagonitzat per Jessica Alba.
A part de The Eye i altres pel·lícules de terror, els Pangs van fer dues pel·lícules de ficció criminal tailandeses més vanguardistes en la mateixa línia que Bangkok Dangerous, Danny amb 1+1=0 i Oxide amb Som and Bank: Bangkok for Sale. Juntes, les tres pel·lícules criminals formen una "Trilogia de Bangkok".

## Estil de treball
Quan els Pangs treballen junts, dirigeixen escenes de la pel·lícula de manera independent unes de les altres. Oxide Pang explica:
| « | En un lloc de rodatge sempre hi ha només un Pang a la vegada; ens ajuda a estalviar energia. Un dia rodaré jo, l'altre, en Danny. Sé que molta gent està meravellada, però suposo que tenim una connexió forta com a bessons. I tenim moltes reunions sobre el guió, ens asseiem davant d'un guió i tenim la mateixa concepció visual. | » |

## Altres pel·lícules
La seva pel·lícula de terror de 2006, Re-cycle, va ser la pel·lícula de cloenda de la competició Un Certain Regard al 59è Festival Internacional de Cinema de Canes. La pel·lícula reuneix els germans amb Angelica Lee, l'estrella de The Eye.
Entre els seus altres projectes hi ha una pel·lícula en anglès recolzada per Hollywood, un thriller anomenat The Messengers, protagonitzat per John Corbett, que es va estrenar als cinemes el 2 de febrer de 2006, i un remake de Bangkok Dangerous protagonitzada per Nicolas Cage.
Oxide va produir un remake de Who Is Running? el 2005, anomenat The Remaker, amb la direcció de Mona Nahm. Ha completat un projecte en solitari, Diary, llançat el 2006. Un altre projecte en solitari d'Oxide és The Detective , protagonitzada per Aaron Kwok, sobre un detectiu que intenta trobar una dona, amb l'única pista una fotografia seva.
Danny també va completar un projecte en solitari, Forest of Death, un thriller sobre un bosc encantat. Un altre projecte en solitari de Danny, In Love with the Dead, es va estrenar als cinemes de Hong Kong el 29 de novembre de 2007.
Tant Diary com Forest of Death, així com Re-cycle, van ser recollits per a la seva distribució al Regne Unit per Image Entertainment. Posteriorment ha treballat en la pel·lícula de terror tailandesa The Child's Eye, que va ser rodada en 3D. Danny Pang va dirigir en solidari el thriller xinès Fairy Tale Killer.

## Vides personals
El febrer de 2010, Oxide Pang es va casar amb Angelica Lee, la guardonada actriu de The Eye, després de sortir durant 7 anys. El seu casament es va celebrar al Pangkor Laut Resort. Oxide també té una filla de 13 anys d’un matrimoni anterior.

## Filmografia

### Danny i Oxide Pang
- Bangkok Dangerous (1999)
- The eye (L'ull) (2002)
- Sung horn (Omen) (2003)
- The Eye 2 (2004)
- The Eye 10 (2005)
- Re-cycle (2006)
- The Messengers (2007)
- Bangkok Dangerous (remake, 2008)
- The Storm Warriors (2009)
- The Child's Eye (2010)
- Out of Inferno (2013)

### Oxide Pang

#### Com a director
- Who Is Running? (1997)
- Bangkok Haunted (2001)
- One Take Only (Som and Bank: Bangkok for Sale) (2003)
- The Tesseract (2003)
- Ab-normal Beauty (2004)
- Diary (2006)
- The Detective (2007)
- Basic Love (2009)
- The Detective 2 (2011)
- Sleepwalker (2011)
- Conspirators (2013)
- Detective Gui (2015)[11]
- My War (2016)
- The Big Call (2017)[12]
- Crisis Route (TBD)

### Danny Pang

#### Com a director
- 1+1=0 (Nothing to Lose) (2002)
- Leave Me Alone (2004)
- Forest of Death (2006)
- In Love with the Dead (2007)
- Fairy Tale Killer (2012)
- The Strange House (2015)[13]

#### Com a editor
- The Storm Riders (1998)
- Infernal Affairs (2002)
- Infernal Affairs II (2003)
- Infernal Affairs III (2003)
- The Park (2003)
- Sung horn (Omen) (2003)
- The Eye 2 (2004)
- Bar Paradise (2005)
- The Messengers (2007)